# Contracaecum robustum
Contracaecum robustum är en rundmaskart. Contracaecum robustum ingår i släktet Contracaecum och familjen Anisakidae. Inga underarter finns listade i Catalogue of Life.